# Zbrojníky
Zbrojníky este o comună slovacă, aflată în districtul Levice din regiunea Nitra. Localitatea se află la altitudinea de 148 m deasupra n.m., se întinde pe o suprafață de 16,36 km2 și în 2017 număra 507 locuitori.

## Istoric
Localitatea Zbrojníky este atestată documentar din 1303.

## Demografie
| An:                | 1994 | 2004   | 2014   | 2024   |
| ------------------ | ---- | ------ | ------ | ------ |
| Număr de persoane: | 541  | 497    | 493    | 488    |
| Diferență:         |      | −8,13% | −0,80% | −1,01% |

| An:                | 2023 | 2024   |
| ------------------ | ---- | ------ |
| Număr de persoane: | 489  | 488    |
| Diferență:         |      | −0,20% |